# Isostasius fuscipennis
Isostasius fuscipennis är en stekelart som beskrevs av William Harris Ashmead 1893. Isostasius fuscipennis ingår i släktet Isostasius och familjen gallmyggesteklar. Inga underarter finns listade i Catalogue of Life.